# بیلوکه
بیلوکه، روستایی در دهستان گورک نعلین بخش مرکزی شهرستان میرآباد در استان آذربایجان غربی ایران است.

## جمعیت
بر پایه سرشماری عمومی نفوس و مسکن در سال ۱۳۹۵، جمعیت این روستا برابر با ۱۶۷ نفر (۴۸ خانوار) بوده‌است.